# Ruhlsdorf (Nuthe-Urstromtal)
Das Dorf Ruhlsdorf ist seit dem 6. Dezember 1993 einer von 23 Ortsteilen der Gemeinde Nuthe-Urstromtal im Landkreis Teltow-Fläming in Brandenburg. In Ruhlsdorf befindet sich die Gemeindeverwaltung Nuthe-Urstromtal. Der Ort hat 366 Einwohner (Stand: 31. Dezember 2018).

## Lage
Das Dorf liegt nördlich von Luckenwalde; nordöstlich befindet sich der weitere Ortsteil Liebätz, südöstlich der Ortsteil Woltersdorf und nordwestlich der Ortsteil Berkenbrück. Die B 101 verläuft südöstlich 0,5 km entfernt vom Ort.

## Geschichte

### 13. bis 16. Jahrhundert
Der Ort wurde 1285 erstmals urkundlich als Ruelsdorff erwähnt und gehörte zu dieser Zeit bis 1285 der Familie von Richow. Das 1183 erstmals als Rulestorp erwähnte Ruhlsdorf war hingegen eine wüste Feldmark, die sich laut Rohrlach vermutlich südöstlich von Jänickendorf befand. Ihre genaue Lage ist bislang unbekannt. Die von Richow verkauften das Dorf (villa) im genannten Jahr an das Kloster Zinna. Es entwickelte sich zu einem breiten Gassendorf, das 1480 als RVLSDORF in den Akten erschien. Dort lebte der Schulze mit zwei Lehnhufen; er leistete Abgaben aus von ihm bewirtschafteten Wiesenflächen. Von den vier Zweihufnern gaben drei ebenfalls von Wiesenflächen; außerdem gab es acht Einhufner, von denen drei von Wiesen zinsten. Im Dorf lebten außerdem drei Kossäten, von denen zwei von den Wiesen gaben. Die Gemarkung war 18 Hufen groß. Der Pfarrer in Luckenwalde erhielt von jeder Hufe ein Scheffel Roggen. Die Einwohner von Ruhelsdorff zahlten im Jahr 1534 insgesamt 19 Rheinische Gulden (fl) 18 Groschen (gr) und 1 Pfennig (d) zum 50. Pfennig an Abgaben. Nach der Reformation übernahm im Jahr 1553 das Amt Zinna das Dorf mit allem Recht. Darin wohnten im Jahr 1562 insgesamt 16 Hausleute. Für 1568 waren der Dorfschulze mit zwei Lehnhufen und 2 Morgen (Mg) Wiese, vier Zweihufner mit je 2 Mg Wiese sowie acht Einhufner (mit je 1 Mg Wiese) und drei Kossäten verzeichnet. Eine weitere Statistik von 1584 führte nach wie vor 16 Hauswirte auf, die 9 Taler 5 gr 4 d zum 70. Pfennig gaben (1586).

### 17. Jahrhundert
Um 1600 lebten im Dorf nach wie vor 16 Hauswirte. Für 1609 wurde lediglich von einem Schulzen, zwölf Hufnern und drei Kossäten berichtet. Im Dreißigjährigen Krieg lag das Dorf 1642 vollständig wüst. Der Schulze, sofern er noch vorhanden war, verdingte sich als Tagelöhner. Zuvor waren es 16 besessene Mann, darunter ein Lehnmann, zwölf Hufner, drei Gärtner oder Kossäten. Der Schulze bewirtschaftete zwei Lehnhufen; es gab außerdem drei Zweierbhufner, einen Zweidorfhufner, sieben Einerbhufner und einen Eindorfhufner. Ein Kossät bewirtschaftete drei Endichen Land hinter der Lehne und drei Enden in der Heide. Ein Kossät besaß einen Garten, etliche Enden Land hinter den Hufnerwiesen und ein Endichen hinter der Lehne. Ein anderer Kossät besaß einen Garten, vier Endichen Land auf den Priesen nach Gottsdorf sowie zwei Endichen hinter der Lehne. Die Gemarkung war nach wie vor 18 Hufen groß; die Bewohner besaß das Recht, in einer nach Liebätz gelegenen Fläche Holz zu schlagen. Im Jahr 1684 wurde von 16 Gütern berichtet, darunter das Schulzengut sowie 12 Hufnerhöfe, von denen zehn gangbar waren. Hinzu kamen drei Kossätenhöfe.

### 18. Jahrhundert
In einer Statistik aus dem Jahr 1727 erschienen in Ruhlsdorf der Lehnschulze sowie zwölf Hufner und drei Kossäten. Die 13 Bauern brachten auf 18 Hufen insgesamt 6 Wispel 6 Scheffel Aussaat aus; die drei Kossäten 7 Scheffel Aussaat (1728). In einer weiteren Statistik aus dem Jahr 1738 erschienen fünf Zweihufner (darunter der Lehnschulze), acht Einhufner und drei Kossäten. Im Jahr 1745 waren es 13 Hufner, drei Kossäten und zwei Büdner; 1747 insgesamt 13 erbliche Bauern und drei erbliche Kossäten sowie 1749 insgesamt 13 Vollspänner und drei Kossäten. In einer weiteren Statistik aus dem Jahr 1772 wurden 13 Hufner aufgeführt, darunter der Schulze. Es gab drei Kossäten, fünf Büdner, zwei Hirten, einen Schulmeister und zwei Einlieger. Im Dorf lebten 24 Männer, 23 Frauen sowie vier alte Männer und sieben alte Frauen. Hinzu kamen 14 Söhne über 10 Jahre, 12 darunter sowie 21 Töchter über 10 Jahre, 20 darunter. Im Dorf arbeiteten außerdem acht Knechte und sechs Mägde. Die Einlieger waren mit zwei Männern, zwei Frauen und zwei Töchtern besetzt. Die Schreibweise Ruhlsdorf erschien erstmals im Jahr 1775. Ruhlsdorf bestand 1791 aus 13 Bauern, drei Kossäten, sieben Büdnern und sieben Hausleuten oder Einliegern, die 25 Feuerstellen (=Haushalte) betrieben.

### 19. Jahrhundert
Zur Jahrhundertwende lebten in Ruhlsdorf im Jahr 1801 der Lehnschulze, zwölf Ganzbauern, drei Ganzkossäten, sechs Büdner, zwei Einlieger und ein Rademacher. Es gab 46 Bauernhufen und 25 Feuerstellen (1801). Auf eine Fläche von 64 Mg 60 Quadratruten brachten die Bauern 4 Wispel 12 Scheffel 9 Metzen Aussaat aus (1812). Eine Statistik aus dem Folgejahr berichtete von einem Lehn- und Gerichtsschulzen, zwölf Bauern, drei Kossäten, sieben Büdner sowie einem gemeinsam genutzten Schul- und Hirtenhaus und 25 Hauseigentümern. Im Jahr 1818 lebten außerdem ein Koch, ein Korbmacher, zwei Ölschläger, ein Musikant und zwei Schlächter im Dorf. Im Jahr 1837 gab es 31 Wohnhäuser, zwölf männliche und neun weibliche Dienstboten sowie einen Webstuhl auf Leinwand als Nebenbeschäftigung und einen Zimmermann. Für das Jahr 1840 wurden zwei Schneider und drei Weber mit zwei Gehilfen aufgeführt. Das Dorf war im Jahr 1858 insgesamt 3357 Mg groß: 35 Mg Gehöfte, 1174 Mg Acker, 346 Mg Wiese, 341 Mg Weide und 1461 Mg Wald. Es gab zwei öffentliche, 37 Wohn- und 61 Wirtschaftsgebäude, darunter eine Getreidemühle und eine Ziegelei, die in einem Abbau entstanden war.

### 20. Jahrhundert

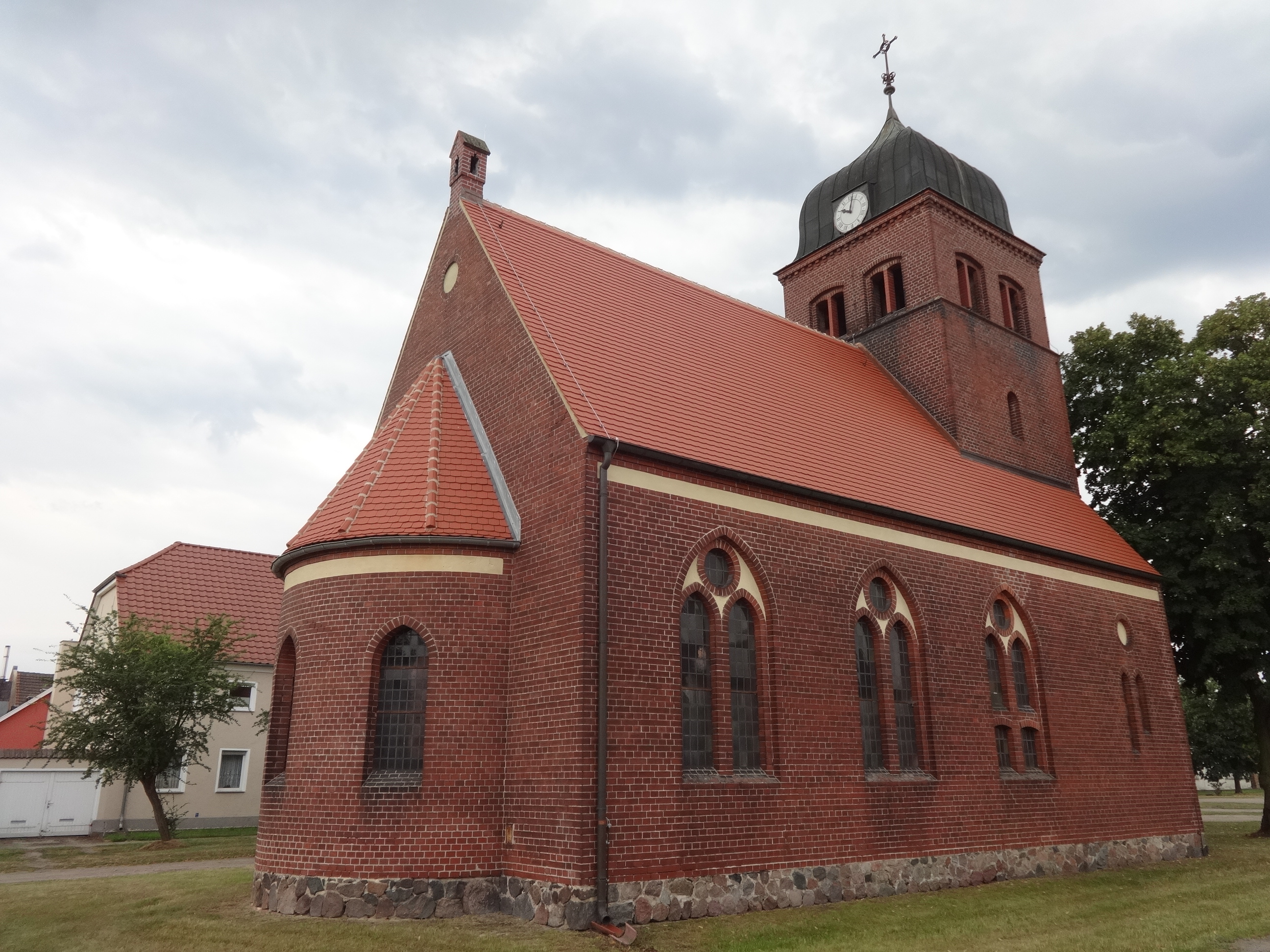
Dorfkirche Ruhlsdorf

Im Jahr 1900 war Ruhlsdorf 900,3 Hektar (ha) groß und bestand aus 64 Häusern. Darin wohnten unter anderem zwei Altsitzer, ein Büdner und Musiker, ein Hufner und Gemeindevorsteher, drei Kossäten, ein Lehrer, ein Rentner und ein Schankwirt. Im Jahr 1904 errichtete die Kirchengemeinde eine Dorfkirche. Im Jahr 1911 wurden mehrere Grundstücke vom Gutsbezirk Lenzburger Forst eingemeindet. In der Landgemeinde standen im Jahr 1931 insgesamt 74 Wohnhäuser mit 92 Haushaltungen. Im Jahr 1939 gab es 13 land- und forstwirtschaftliche Betriebe mit einer Größe zwischen 20 und 100 ha. Weitere 10 Betriebe waren zwischen 10 und 20 ha, 21 zwischen 5 und 10 ha sowie 22 zwischen 0,5 und 5 ha groß.
Nach dem Zweiten Weltkrieg wurden im Rahmen der Bodenreform 110,1 ha enteignet: 105,6 ha Wald und 4,5 ha Wege und Ödland. Davon gingen 91,2 ha an 36 landarme Bauern, 9,1 ha Waldzulage an fünf Altbauern und 9,8 ha an die Gemeinde. Die Bauern gründeten 1953 eine LPG Typ I, die 1955 zu einer Typ III überging. Diese bestand im Jahr 1960 weiter, hatte im Folgejahr 70 Mitglieder und 293 ha Fläche. Außerdem gab es eine LPG Typ I, die 1961 insgesamt 58 Mitglieder und 257 ha Fläche hatte. Sie schloss sich nach 1962 an die LPG Typ III an. Im Jahr 1983 gab es im Dorf eine LPG mit Milchviehanlage und Betriebsteil Scharfenbrück sowie eine LPG (Pf) Hennickendorf Sitz Ruhlsdorf.

## Bevölkerungsentwicklung
| Jahr      | 1772 | 1791 | 1801 | 1817 | 1837 | 1858 | 1871 | 1885 | 1895 | 1905 | 1925 | 1939 | 1946 | 1964 | 1971 | 1981 |
| Einwohner | 145  | 166  | 173  | 167  | 185  | 278  | 322  | 356  | 387  | 390  | 396  | 457  | 562  | 398  | 396  | 364  |

## Kultur und Sehenswürdigkeiten

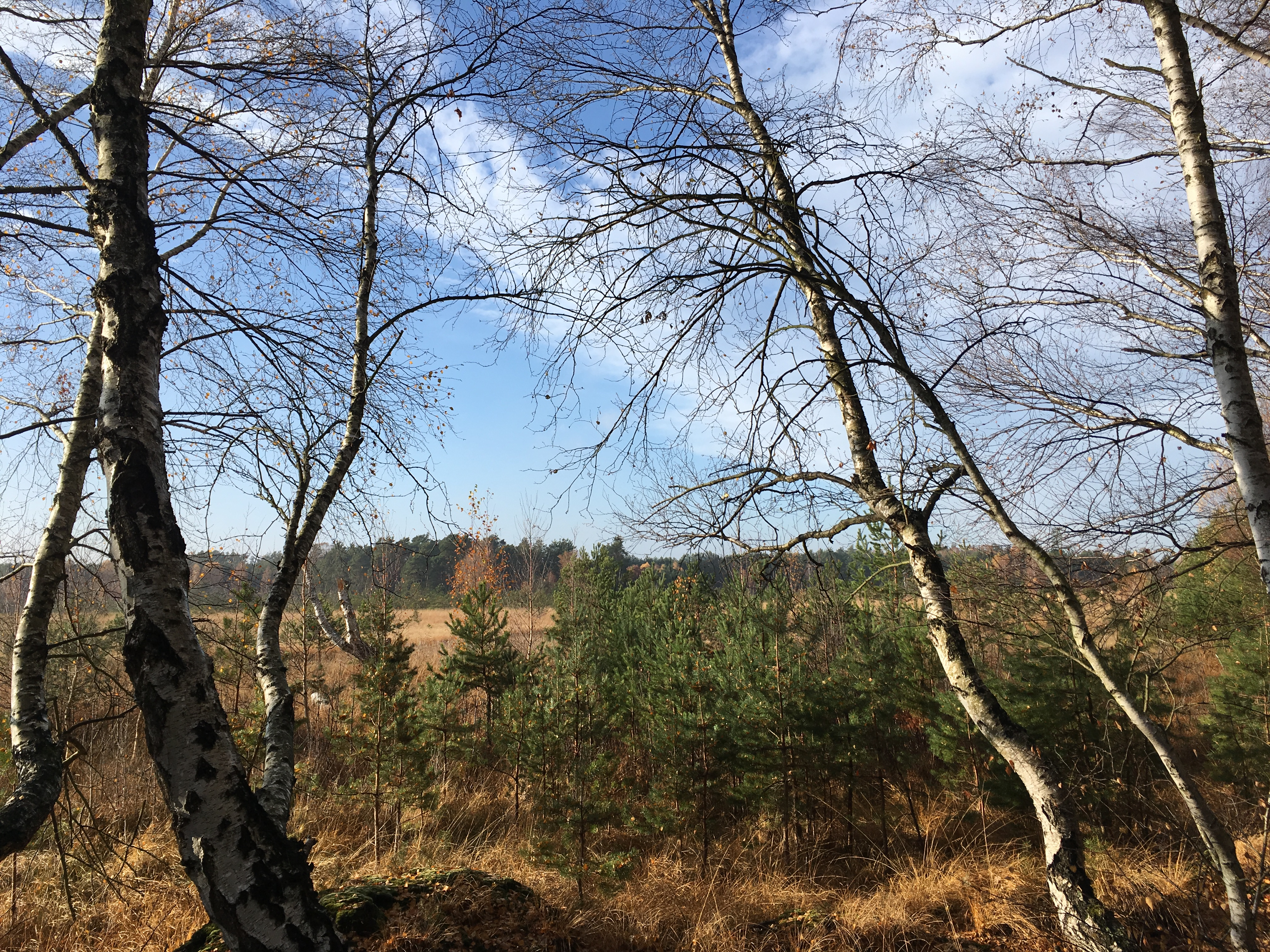
NSG Rauhes Luch

- Die Dorfkirche Ruhlsdorf ist ein neugotischer Backsteinbau aus dem Jahr 1904. Im Innern befindet sich eine bauzeitliche Ausstattung.
- Nordwestlich des Dorfzentrums liegt das Naturschutzgebiet Bärluch, nördlich das Naturschutzgebiet Rauhes Luch.
- Durch den Ort führen mehrere Routen des FlämingWalks, der Rauhe-Luch-Weg, der Drei-Dörfer-Weg sowie der Spitzbergweg.